# Передел (приток Яды)
Переде́л — река в России, протекает по Судогодскому району Владимирской области. Устье реки находится в 6,4 км по левому берегу реки Яда. Длина реки составляет 18 км, площадь водосборного бассейна — 123 км².
Исток реки у деревни Песочная в 16 км к юго-востоку от Судогды. Течёт сначала на запад, затем поворачивает на северо-запад. В среднем течении на реке посёлок Передел. Крупнейшие притоки — Вотня и Шиверка (правые). Впадает в Яду двумя рукавами у деревни Загорье. Высота устья — 102,1 м над уровнем моря.

## Данные водного реестра
По данным государственного водного реестра России относится к Окскому бассейновому округу, водохозяйственный участок реки — Клязьма от города Владимир до города Ковров, без реки Нерль, речной подбассейн реки — бассейны притоков Оки от Мокши до впадения в Волгу. Речной бассейн реки — Ока.
Код объекта в государственном водном реестре — 09010300912110000032875.